# IC 2544
IC 2544 — галактика типу SBcd () у сузір'ї Малий Лев.
Цей об'єкт міститься в оригінальній редакції індексного каталогу.